# Brant Weidner
Brant Clifford Weidner (Orefield, 28 ottobre 1960) è un ex cestista statunitense, professionista nella NBA e nei Paesi Bassi.

## Carriera
Venne selezionato dai San Antonio Spurs al quarto giro del Draft NBA 1983 (90ª scelta assoluta).

## Palmarès
- Campionato olandese: 1

EBBC Den Bosch: 1983-84